# Koń fiński

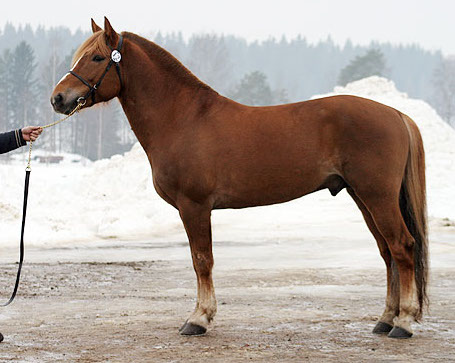
Koń fiński

Koń fiński to jedna z ras koni zimnokrwistych.

## Ogólnie
Cechy typowe: Koń stosunkowo lekkiej budowy, mały, o maści najczęściej kasztanowej i bardzo dobrym ruchu w kłusie.
Koń fiński jest uważany za najszybszego konia zimnokrwistego na świecie. W Finlandii używany do wyścigów kłusaków w lekkich dwukółkach, zwanych sulkami. Jest w nich szybki, ujmuje wyglądem i wysokim i energicznym ruchem. Planową hodowlę koni fińskich rozpoczęto w 1907. Początkowo chciano uzyskać ciężkiego konia roboczego, od pewnego czasu zaś ogólnoużytkowego, przydatnego także do jazdy wierzchem. Spokojne usposobienie i chęć do pracy czynią go przydatnym do nauki jazdy konnej dla początkujących. Te wytrzymałe, zdrowe i silne konie mają przyszłość w rekreacji.

## Wysokość w kłębie

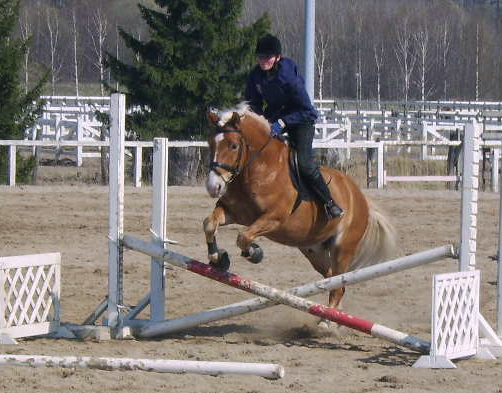
Skok przez przeszkodę

około 155-160 cm.

## Pokrój
Muskularny, krępy koń o cechach pokroju pośrednich między typem zimno- a gorącokrwistym. Ma masywną, niezgrabną głowę o żywym wyrazie. Szyję krótką, masywną. Krótki wydatny kłąb przechodzi w długi grzbiet. Kłoda głęboka, zwięzła. Zad mocny, dobrze umięśniony, ścięty. Ogon osadzony nisko. Kończyny solidne, z krótkimi pęcinami i małymi szczotkami pęcinowymi. Duże, zdrowe kopyta. Czasami występują niewielkie wady postawy np. szablastość kończyn (budowa charakterystyczna dla kłusaków). Koń fiński ma wspaniałe predyspozycje do kłusa, ale także dobre cechy wierzchowe. Najczęściej występuje umaszczenie kasztanowate z jasną grzywą i ogonem, rzadko gniade i kare. Grzywa i owłosienie ogona bujne. 

## Historia
Rasa wywodzi się od prymitywnego fińskiego kleppera, który przez długi czas prawie nie ulegał zmianom. Wywierał on także wpływ na konie rosyjskie z sąsiednich terenów. W połowie ubiegłego stulecia rozpoczęto doskonalenie tej rasy, z wyglądu mało atrakcyjnej, ale niesłychanie wydajnej w pracy. Polegało ono na krzyżowaniu z końmi Norfolk Roadster, rosyjskimi końmi zimnokrwistymi oraz z nieistniejącą już rasą karelską (wschodniofińską). W roku 1907 założono księgę stadną. Od roku 1930 selekcję prowadzi się ściśle według cech użytkowych. Prócz cech pociągowych o wartości konia decydują wyniki wyścigów w kłusie w sulkach. Od roku 1971 oprócz koni pociągowych i kłusaków hoduje się także konie wierzchowe. Są one lekkie, wszechstronnie użytkowe, o dużym temperamencie i wytrzymałości.
Istnieją 3 typy tych koni.